# Тома Прошев
Тома Прошев (мак. Тома Прошев; 10 листопада 1931, Скоп'є — 12 вересня 1996, Загреб) — македонський композитор, один із найплідніших музичних творців країни. Його відносять до третього покоління македонських повоєнних композиторів.
Вивчав музику в Загребі та Любляні в класі проф. Луціана Марія Шкер’янца, де закінчив аспірантуру з композиції. Працював професором у Загребі (1959-1967), а потім викладав на факультеті музики в Скоп'є (1967-1991).
У 1968 році заснував ансамбль сучасної музики «Свята Софія», з яким досяг великого успіху в країні та за кордоном, виконуючи сучасні твори композиторів колишньої Югославії.
У його творчості можна виділити три етапи. На першому етапі він демонструє прихильність до поточних подій того часу, вносячи певну частку романтичної чутливості, яку він збереже пізніше. На другому етапі, з початку шістдесятих років ХХ ст., він вирушає в пригоду до незвіданих просторів звуку, використовуючи більш композиційно-технічні та стилістичні напрямки сучасної музики того часу. Третій етап творчості припадає на початок сімдесятих років і до кінця його життя і творчості.
У своїх найзріліших досягненнях Тома Прошев використовує витончену та ненав’язливу техніку, прагнучи до якнайпростішого та спокійнішого музичного мовлення, внаслідок остаточного формування власної мистецької фізіономії.
Збагатив македонську музику численними творами камерного, симфонічного та концертного жанрів, особливо ораторії та музично-сценічного жанру. Відомі його опери «Павутинка», «Маленький принц», «Аретей».

## Нагороди та визнання
- Нагорода «4 липня»
- Нагорода  «11 жовтня».
- Нагорода  «13 листопада»
- Нагорода Панче Пешева.